# Dowództwo Strzelców Granicznych
Dowództwo Strzelców Granicznych – organ dowodzenia Strzelców Granicznych okresu II Rzeczypospolitej.

## Formowanie i zmiany organizacyjne
Dowództwo Strzelców Granicznych w porównaniu z Inspektoratem Wojskowej Straży Granicznej otrzymało dużo szersze prerogatywy. Wymusiło to konieczność dokonania zmian strukturalnych w dotychczasowym inspektoracie, a także wzmocnienie kadrowe. Utworzono sztab dowództwa, na czele którego stanął szef w stopniu pułkownika. Do sztabu przydzielono dwóch oficerów do zleceń. Do ich zadań należało prowadzenie inspekcji w oddziałach, dochodzeń w sprawach przemytu, zajść między ludnością a żołnierzami lub oddziałami granicznymi itp.

## Obsada personalna dowództwa
Obsada personalna:
- dowódca – pułkownik Bronisław January Zaniewski
- szef sztabu[3]:

ppłk SG Henryk Pomazański (–29 września 1920)
mjr p.d. SG Alojzy Gluth-Nowowiejski (29 września 1920 –)
- oficerowie do zleceń:

1. ppłk piech. Jan Tirbach
2. mjr Lipczyński

- naczelnik I oddziału  — kpt. Pobojewski
- naczelnik I oddziału  — por. Kwaśniewski,
- naczelnik I oddziału  — mjr Wasunga
- naczelnik I oddziału  — urzędnik cywilny Miłoska
- naczelnik kancelarii – por. Burhardt
- adiutant – ppor. Górski

## Struktura organizacyjna
Sztab dowództwa:
- I oddział mobilizacyjno-organizacyjny
- II oddział ewidencyjno-personalny
- III oddział kontroli i bezpieczeństwa
- IV oddział administracyjno-gospodarczy